# Aguapanela
L'aguapanela, papelón a Veneçuela o agua dulce a Costa Rica, és una beguda pròpia d'Amèrica Llatina. Es prepara amb panela, un producte solidificat que s'obté a partir del suc de la canya de sucre. Si bé existeixen diverses receptes d'aguapanela a Amèrica del Sud, és especialment popular a Colòmbia, i a gran part de Veneçuela i el Brasil, on es pren com a refresc fred amb llimona espremuda, o bé calenta com a base o alternativa a la xocolata calenta o amb el cafè.

## Preparació

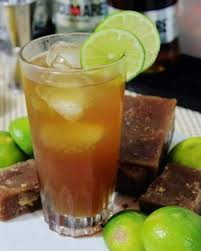
Aguapanela freda amb llimona

L'aguapanela es prepara raspant trossos de panela, submergint-los en aigua i remenant-los fins que es dissolen del tot. La beguda se serveix calenta o freda, i sovint s'hi afegeix un rajolí de llimona o llima. En algunes regions de Colòmbia i Veneçuela, el cafè i la xocolata de vegades es preparen amb aguapanela en comptes d'aigua i sucre.
S'afirma que l'aguapanela té efectes beneficiosos sobre la salut, basats en la creença que conté més vitamina C que el suc de taronja o tants minerals com una beguda isotònica. També per la creença popular que és una beguda que ajuda al tractament del refredat.
L'aigua de panella ha evolucionat de ser una beguda consumida per la classe treballadora a ser de consum comú en moltes cafeteries de Colòmbia.